# Kushyar ibn Labban
Kushyar ibn Labban (persa: کوشیار دیلمی)  (Gilan, 971 - Bagdad, 1029), de nom complet Abul-Hasan Kūshyār ibn Labbān ibn Bashahri Daylami i també conegut com Kushyar Gilani va ser un matemàtic persa del segle XI dC.

## Vida i obra
Poc es coneix de la seva vida. Va néixer i créixer a la província de Gilan (a tocar del mar Caspi). Després va anar a Rayy, a la vora de Teheran, on va estar en contacte amb els cercles intel·lectuals d'Al-Battaní i, finalment es va desplaçar a Gurgan on els sultans locals impulsaven les activitats culturals i científiques.
Va escriure les seves obres en àrab, que era la llengua franca del seu temps. Les seves obres més notables son un tractat sobre los operacions d'aritmètica, decimals i sexagesimals, amb nombres indis (avui coneguts com aràbics), un tractat d'astrologia i un tractat sobre els astrolabis.
Però la seva obra més important son unes taules astronòmiques titulades al-Zij al-Jami (Astronomia Comprehensiva) en quatre volums, dels quals el primer i el quart son la part matemàtica, mentre el segon i el tercer son les taules i la descripció de l'univers. El llibre es basa en la tradició ptolemaica, però introdueix algunes innovacions que després es convertiren en usuals a les taules astronòmiques àrabs i perses.